# Asier Etxeandia
Asier Gómez Etxeandia (Bilbao, 27 de junio de 1975) es un actor y cantante español, cuya carrera comprende televisión, teatro, cine y música. Ha recibido dos nominaciones a los Premios Goya por sus interpretaciones en La novia (2015) y Dolor y gloria (2019).

## Biografía
Asier Gómez Etxeandía nació el 27 de junio de 1975 en Bilbao (España). Realizó sus estudios de interpretación en una escuela vizcaína, de la que ha señalado que «cuando tienes 19 años confías hasta el final en tus maestros y a veces no están cualificados, sino necesitados de tu admiración. Creí en ellos y casi me vuelven loco. Juegan con cosas personales, es peligroso. Aprendí mucho de lo que no hay que hacer, de cómo no hay que comportarse en esta profesión». Más adelante, abandonó el País Vasco al establecerse en Madrid con veinte años. En la capital llegó a trabajar como encargado de un sex shop mientras realizaba sus estudios de interpretación. Fue al programa Uno para todas (Telecinco) en 1995, presentado por Goyo González, como concursante.

## Carrera actoral
La productora Globomedia le contrató durante la primera temporada de Un paso adelante, donde encarnó a Beni, un homosexual que ingresaba en una academia de Artes con la esperanza de convertirse en un actor. Asier abandonó la serie porque temía un posible encasillamiento. A pesar de todo reconoció que su trabajo en ella le abrió puertas y conocer a sus primeros amigos en la capital, entre ellos Natalia Millán. Poco después, la actriz pensó en él para protagonizar el musical Cabaret ofreciéndole el papel de Maestro de Ceremonias, el encargado de comentar irónicamente los sucesos que tienen lugar en la Alemania de los años 1930.
Realizó su debut en cine con la película La mirada violeta en 2004, aunque obtuvo un papel más relevante en la película El próximo Oriente (2006), del director Fernando Colomo. Posteriormente, ha participado en películas como Café solo o con ellas de Álvaro Díaz Lorenzo o Las 13 rosas de Emilio Martínez-Lázaro, ambas en 2007. En 2008 fichó por la serie Herederos de Televisión Española con un papel principal, interpretando a Gorka. Un año más tarde, tuvo un papel secundario en la serie de Antena 3 Los hombres de Paco, además de participar en la exitosa película Mentiras y gordas de Alfonso Albacete. En 2012 tuvo un papel principal en la serie televisiva La fuga, de Telecinco y un año más tarde, se incorporó a la teleserie diaria de Antena 3 Amar es para siempre.
Obtuvo mayor reconocimiento tras fichar por la serie Velvet (2014-2016), donde se mantuvo durante las cuatro temporadas con el personaje de Raúl de la Riva. En el mismo año de comenzar la serie, participó en el largometraje Ma ma, de Julio Medem, que coprotagonizó junto a Penélope Cruz. Obtuvo su primera nominación a los Premios Goya un año más tarde, gracias a su interpretación en la película La novia, de Paula Ortiz. Ese mismo año, interpretó a Lupita (una mujer trans) en la película La puerta abierta, junto a Carmen Machi y Terele Pávez. En 2017 tuvo un papel protagonista en la serie de TVE El final del camino, interpretando a Alfonso VI de León. Además, repitió su rol de Raúl de la Riva, de Velvet, en la serie derivada de la misma, Velvet Colección, por la que fue nominado en los Premios Platino.
En 2019 participó en los largometrajes Sordo, de la que interpretó también la banda sonora, y Dolor y gloria, por la que recibió su segunda nominación en los Goya. Ese mismo año, recibió el Premio Serantes como reconocimiento a su carrera en el Festival de Santurtzi. Un año después, tuvo una participación especial en la serie de Movistar+ La línea invisible, donde interpretó a El Inglés. Además, fichó por Netflix para ser uno de los protagonistas de la serie Sky Rojo, que emitió su primera temporada en abril de 2021 y la segunda en agosto del mismo año, además de renovar por una tercera temporada.

## Filmografía

### Cine
| Año  | Título                             | Personaje      | Director                           |
| ---- | ---------------------------------- | -------------- | ---------------------------------- |
| 2004 | La mirada violeta                  | Sergio         | Nacho Pérez de la Paz y Jesús Ruiz |
| 2006 | El próximo Oriente                 | Abel           | Fernando Colomo                    |
| 2007 | Café solo o con ellas              | Javi           | Álvaro Díaz Lorenzo                |
| 2007 | Las 13 rosas                       | Enrique        | Emilio Martínez Lázaro             |
| 2009 | Mentiras y gordas                  | Cristo         | Alfonso Albacete                   |
| 2009 | 7 minutos                          | Vicente        | Daniela Fejerman                   |
| 2009 | King Conqueror                     | Pascual Muñoz  | José Antonio Escrivá               |
| 2011 | El Capitán Trueno y el Santo Grial | Hassan         | Antonio Hernández Núñez            |
| 2012 | Los días no vividos                | Jaime          | Alfonso Cortés-Cavanillas          |
| 2014 | Musarañas                          | Jaime          | Juanfer Andrés y Esteban Roel      |
| 2015 | Ma ma                              | Julián         | Julio Medem                        |
| 2015 | La novia                           | Novio          | Paula Ortiz                        |
| 2016 | La puerta abierta                  | Lupita         | Marina Seresesky                   |
| 2017 | Llueven vacas                      | Fernando       | Fran Arráez                        |
| 2019 | Dolor y gloria                     | Alberto Crespo | Pedro Almodóvar                    |
| 2019 | Sordo                              | Anselmo Rojas  | Alfonso Cortés-Cavanillas          |
| 2020 | Nadie muere en Ambrosía            | Barlovento     | Héctor Valdez                      |

### Televisión
| Año         | Título                             | Canal              | Personaje              | Notas        |
| ----------- | ---------------------------------- | ------------------ | ---------------------- | ------------ |
| 2000        | Plats bruts                        | TV3                | Extra                  | 1 episodio   |
| 2002        | Un paso adelante                   | Antena 3           | Benito «Beni» López    | 13 episodios |
| 2004        | Cuéntame cómo pasó                 | TVE                | Mateo Delgado Forneiro | 5 episodios  |
| 2005        | El comisario                       | Telecinco          | Óscar                  | 1 episodio   |
| 2005        | Los Serrano                        | Telecinco          | Tomás Cruz             | 1 episodio   |
| 2005        | Motivos personales                 | Telecinco          | David                  | 6 episodios  |
| 2006        | Cartas a Sorolla                   | Canal Nou          | Asier                  | Telefilme    |
| 2008        | Cuenta atrás                       | Cuatro             | Víctor                 | 1 episodio   |
| 2008        | Cuestión de sexo                   | Cuatro             | Yago                   | 3 episodios  |
| 2008 - 2009 | Herederos                          | TVE                | Gorka                  | 22 episodios |
| 2009 - 2010 | Los hombres de Paco                | Antena 3           | Blackman               | 9 episodios  |
| 2010        | Vuelo IL 8714                      | Telecinco          | Emilio                 | Telefilme    |
| 2011        | El ángel de Budapest               | TVE                | Barrueta               | Telefilme    |
| 2012        | La fuga                            | Telecinco          | Miguel Reverte         | 12 episodios |
| 2013        | Tormenta                           | Antena 3           | Carlos                 | Telefilme    |
| 2013        | Amar es para siempre               | Antena 3           | Rubén Tudela           | 33 episodios |
| 2014 - 2016 | Velvet                             | Antena 3           | Raúl de la Riva        | 47 episodios |
| 2017        | El final del camino                | TVE                | Alfonso VI de León     | 7 episodios  |
| 2017 - 2019 | Velvet Colección                   | Movistar+          | Raúl de la Riva        | 21 episodios |
| 2020        | La línea invisible                 | Movistar+          | El Inglés              | 5 episodios  |
| 2021; 2023  | Sky Rojo                           | Netflix            | Romeo                  | 24 episodios |
| 2022        | Érase una vez... pero ya no        | Netflix            | Antonio Gamero         | 6 episodios  |
| 2024        | Citas Barcelona                    | Amazon Prime Video | Alejandro              | 1 episodio   |
| 2025        | Ladrones: La tiara de santa Águeda | Disney +           | Emilio Villegas        | 6 episodios  |

## Discografía
- BSO de la obra de teatro musical Cabaret (2003).
- Tema «But the world goes round» (2006).
- Temas «Canción de Oberón» y «Lágrimas de Rocío» de la obra de teatro El sueño de una noche de verano (2007).
- Sencillo «J'attendrai» de la película Las 13 rosas (2007).
- BSO de la obra de teatro Barroco (2007).
- BSO de la obra de teatro Hamlet (2009).
- Colaboración en el tema «Simpathy for the devil», dúo con Pastora (2009).
- Colaboración en el tema «¿Por qué a mí me cuesta tanto?», dúo con Fangoria (2010).
- BSO de la obra de teatro Algo de ruido hace (2011).
- Colaboración en la canción «Tercer mundo» del disco «Los viajes inmóviles» de Nach (2014).
- «Redención», primera canción de Mastodonte, dúo que forma junto al músico italiano Enrico Barbaro (2018).
- Trilogía «Anatomía de un éxodo», formada por las canciones «Malenka», «Glaciar» y «Este amor» (2018).
- Disco «Mastodonte» compuesto por Mastodonte, grupo formado por Asier Etxeandía y Enrico Barbaro (2018).
- «Simplemente perfecto», canción principal de la BSO de la película Sordo (2019).

## Premios y nominaciones

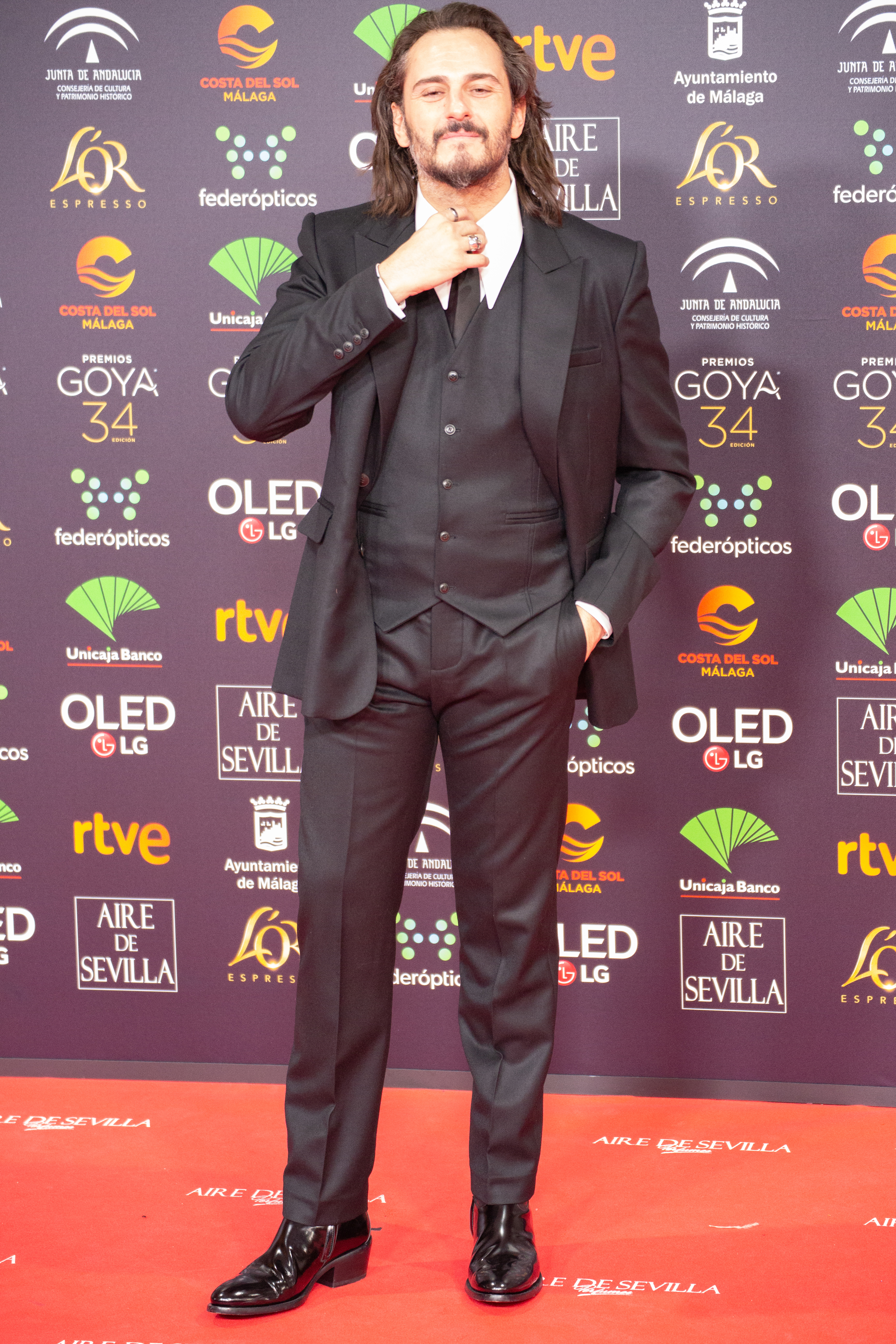
Etxeandia en los Premios Goya 2020

Premios Grammy Latinos
| Año  | Categoría                         | Resultado |
| ---- | --------------------------------- | --------- |
| 2019 | Mejor vídeo musical versión larga | Nominado  |

Premios Goya
| Año  | Categoría                                   | Película       | Resultado |
| ---- | ------------------------------------------- | -------------- | --------- |
| 2015 | Mejor interpretación masculina protagonista | La novia       | Nominado  |
| 2019 | Mejor interpretación masculina de reparto   | Dolor y gloria | Nominado  |

Premios Platino
| Año  | Categoría                               | Película         | Resultado |
| ---- | --------------------------------------- | ---------------- | --------- |
| 2018 | Mejor interpretación masculina en serie | Velvet Colección | Nominado  |

Fotogramas de Plata
| Año  | Categoría                 | Obra          | Resultado |
| ---- | ------------------------- | ------------- | --------- |
| 2003 | Mejor actor de teatro     | Cabaret       | Nominado  |
| 2013 | Mejor actor de teatro     | El intérprete | Ganador   |
| 2014 | Mejor actor de televisión | Velvet        | Nominado  |
| 2016 | Mejor actor de televisión | Velvet        | Nominado  |

Medallas del Círculo de Escritores Cinematográficos
| Año  | Categoría              | Obra           | Resultado |
| ---- | ---------------------- | -------------- | --------- |
| 2019 | Mejor actor secundario | Dolor y gloria | Nominado  |

Unión de Actores y Actrices
| Año  | Categoría                            | Obra           | Resultado |
| ---- | ------------------------------------ | -------------- | --------- |
| 2003 | Mejor actor revelación               | Cabaret        | Ganador   |
| 2007 | Mejor actor protagonista de teatro   | Barroco        | Nominado  |
| 2011 | Mejor actor protagonista de teatro   | La avería      | Ganador   |
| 2013 | Mejor actor protagonista de teatro   | El intérprete  | Ganador   |
| 2015 | Mejor actor protagonista de cine     | La novia       | Nominado  |
| 2015 | Mejor actor secundario de televisión | Velvet         | Ganador   |
| 2020 | Mejor actor secundario de cine       | Dolor y gloria | Ganador   |

Premios Feroz
| Año  | Categoría              | Obra           | Resultado |
| ---- | ---------------------- | -------------- | --------- |
| 2019 | Mejor actor de reparto | Dolor y gloria | Nominado  |

Premios Max
| Año  | Categoría                | Obra de teatro | Resultado |
| ---- | ------------------------ | -------------- | --------- |
| 2005 | Mejor actor protagonista | Infierno       | Nominado  |
| 2009 | Mejor actor protagonista | Barroco        | Nominado  |
| 2012 | Mejor actor protagonista | La avería      | Ganador   |

Premios Ercilla
| Año  | Categoría                          | Obra de teatro | Resultado |
| ---- | ---------------------------------- | -------------- | --------- |
| 2009 | Mejor actor protagonista de teatro | Barroco        | Ganador   |

Festival de Cine Español de Málaga
| Año  | Categoría                                      | Obra de teatro | Resultado |
| ---- | ---------------------------------------------- | -------------- | --------- |
| 2009 | Premio Renfe a nuevos valores del cine español | 7 minutos      | Ganador   |